# Erwin Wilhelm Müller
Pour les articles homonymes, voir Müller.
Erwin Wilhelm Müller (ou Mueller ; 13 juin 1911 à Berlin - 17 mai 1977 à Washington DC) est un physicien allemand qui a inventé le microscope ionique à effet de champ. Avec son élève, Kanwar Bahadur, ils sont les premiers à observer expérimentalement des atomes.

## Biographie
Müller naît le 13 juin 1911 à Berlin, où il étudie à l'université technique sous la direction de Gustav Hertz. Il obtient son diplôme d'ingénieur en 1935 et son doctorat en 1936. Müller travaille au laboratoire de recherche de la société Siemens, où il invente le microscope ionique à effet de champ en 1936 qui permet des résolutions de 2 nanomètres.
Müller épouse Klara Thüssing en 1939 et leur fille unique, Jutta, est née en 1940. De 1937 à 1946, il travaille également pour la compagnie Stabilovolt à Berlin.
En 1947, il est nommé par Iwan N. Stranski à l'Institut Kaiser Wilhelm pour la Physico-chimie et l'Électrochimie (renommé Fritz-Haber-Institut à l'occasion de son incorporation à la Max Planck Society en 1953). C'est là qu'il développe le microscope à effet de champ qui, en raison de sa résolution de 0,25 nm, est le premier instrument utilisé pour observer les atomes.
En 1950, il obtient un poste d'enseignant à l'université technique de Berlin après avoir obtenu le Privatdozent (habilitation). En 1951, il devient professeur à l'université libre de Berlin.
Müller rejoint l'université d'État de Pennsylvanie en 1952, où il reste jusqu'à sa retraite en 1976. Il est naturalisé américain en 1962. Il a co-inventé la sonde atomique tomographique à Penn State en 1967.
Il meurt à Washington DC le 17 mai 1977.

## Distinctions
- Médaille Carl-Friedrich-Gauß (1952)
- Membre scientifique externe, Fritz-Haber-Institut (1957)
- Prix d'excellence de l'Instrument Society of America (1960)
- Doctor rerum naturalium honoris causa, Université libre de Berlin (1968)
- Médaille John Scott de la ville de Philadelphie (1970)
- Prix Medard W. Welch (1970)
- Prix Davisson-Germer de l'American Physical Society (1972)
- Docteur honoris causa, Université Claude-Bernard-Lyon-1 (1975)
- Médaille nationale des sciences (1976)[4]

## Sélection bibliographique
- Müller, « Das Feldionenmikroskop », Zeitschrift für Physik, vol. 131, no 1,‎ 1951, p. 136–142 (DOI 10.1007/BF01329651, Bibcode 1951ZPhy..131..136M)
- Müller, « Field Desorption », Physical Review, vol. 102, no 3,‎ 1956, p. 618–624 (DOI 10.1103/PhysRev.102.618, Bibcode 1956PhRv..102..618M)
- Müller et Bahadur, « Field Ionization of Gases at a Metal Surface and the Resolution of the Field Ion Microscope », Physical Review, vol. 102, no 3,‎ 1956, p. 624 (DOI 10.1103/PhysRev.102.624, Bibcode 1956PhRv..102..624M)
- Muller, « Field Ion Microscopy », Science, vol. 149, no 3684,‎ 1965, p. 591–601 (PMID 17747566, DOI 10.1126/science.149.3684.591, JSTOR 1716643, Bibcode 1965Sci...149..591M)
- Muller et Rendulic, « Field Ion Microscopical Imaging of Biomolecules », Science, vol. 156, no 3777,‎ 1967, p. 961–963 (PMID 4290252, DOI 10.1126/science.156.3777.961, JSTOR 1721548, Bibcode 1967Sci...156..961M)